# Выводцев, Давид Ильич
Давид Ильич Выводцев (также встречается Давыд Ильич и Выводцов; 2 апреля 1830, Бельцы, Бессарабская область — 12 января 1896, Санкт-Петербург) — видный русский хирург и анатом, доктор медицины (1863).
Автор ряда научных трудов в области топографической анатомии и хирургии, специалист по минимально инвазивному бальзамированию трупов (метод Выводцева). Гоф-медик 1-го Придворного округа, действительный тайный советник, член Русского хирургического общества им. Пирогова, совещательный член военно-медицинского учёного комитета, потомственный почётный гражданин.

## Биография
Родился в 1830 году в Бельцах Бессарабской области, в состоятельной еврейской семье; вырос в Кишинёве. Его отец, потомственный почётный гражданин (1849) и арендатор Илья Маркович (Эля Мордкович) Выводцов, среди прочего сдавал в аренду землю, на которой располагались еврейские земледельческие колонии Гульбоака и Гратиешты в Кишинёвском уезде и Александрены в Ясском уезде; хутор Выводцева (Чевкары) ныне является частью кишинёвского района Рышкановка.
Окончил одесскую гимназию и медицинский факультет Киевского университета (1856). Будучи студентом, был командирован в Севастополь, где проявил себя в уходе за раненными в ходе боевых действий Крымской войны, за что в группе четырёх студентов-медиков был награждён медалями. В 1860-х годах стажировался за рубежом, в том числе в 1865 году работал в Вене, где состоял членом венского Gesellschaft der Ärzte. Диссертацию доктора медицины «О лимфатических сосудах лёгких» защитил в 1863 году и в 1865 году она вышла отдельной монографией.
В 1861 году титулярный советник Д. И. Выводцев числился младшим врачом Кишинёвской городской больницы. Был военным хирургом во время Франко-прусской войны 1870—1871 года. Во время русско-турецкой войны 1877—1878 года состоял врачом при главнокомандующем (великом князе Николае Николаевиче), главным врачом и хирургом дислоцированного в Кишинёве военно-временного госпиталя № 60, состоял в прикомандировании к полевому военно-медицинскому управлению для исполнения должности врача по особым поручениям. В мирное время работал в Крестовоздвиженской общине сестёр милосердия врачом и преподавателем хирургии, затем консультантом по хирургии в петербургской Максимилиановской лечебнице для приходящих больных, сверхштатным врачом Императорских театров, гоф-медиком 1-го придворного округа, в Мариинском приюте для ампутированных и увечных воинов.
Был лечащим врачом Н. И. Пирогова в последние годы жизни, когда тот страдал раком полости рта (верхней челюсти). Используя свои старые связи, Выводцев обратился к австрийскому хирургу Теодору Бильроту с предложением сделать Пирогову операцию.
Бильрот, ознакомившись с положением дела, не решился на операцию. «Я теперь уж не тот бесстрашный и смелый оператор, каким вы меня знали в Цюрихе, — писал он Выводцеву. — Теперь при показании к операции я всегда ставлю себе вопрос: допущу ли я на себе сделать операцию, которую хочу сделать на больном?».В. В. Вересаев, «Записки врача»
Выводцев печатался в «Военно-медицинском журнале», «Военно-санитарном деле», «Журнале Министерства народного просвещения», а также в медицинских изданиях Германии и Австрии. Более всего известен своими исследованиями по анатомии лимфатической системы и разработкой методики минимально инвазивного бальзамирования трупов (1870), по которой 27 ноября (9 декабря) 1881 года в имении Вишня под Винницей, в присутствии двух врачей и двух фельдшеров в течение 4-х часов забальзамировал тело хирурга Н. И. Пирогова (предварительно было получено разрешение от церковных властей, которые «учтя заслуги Н. И. Пирогова как примерного христианина и всемирно известного учёного, разрешили не предавать тело земле, а оставить его нетленным „дабы ученики и продолжатели благородных и богоугодных дел Н. И. Пирогова могли лицезреть его светлый облик“»).
Первоначально метод предназначался для анатомического препарирования органов животных и в частности использовался Выводцевым в его знаменитых описаниях путей лёгочного лимфотока собаки. Позже метод был апробирован для бальзамирования трупов и особенно — именитых персон, как например внезапно умершего 23 февраля 1870 года в Санкт-Петербурге китайского посла в державах христианского мира Ансона Бёрлингейма, чьё забальзамированное Выводцевым тело выдержало длительное по тем временам путешествие в Бостон. В 1894 году бальзамировал тело умершего в Ливадии императора Александра III. Весь необходимый для процедуры инструментарий был также спроектирован Выводцевым, включая и специально изготовленный складной столик.
За свой метод 19 января 1876 года доктор Выводцев был удостоен первой премии на Филадельфийской международной выставке (его буклет «On Embalming the Dead by the use of Thymol» был издан специально для этой выставки). Среди других трудов — исследования кровеносных сосудов языка собак и их роли в заживлении экспериментальных ран.
На собственные средства в 1870-х годах основал Еврейскую больницу в Бельцах (ранее на средства его отца, крупного бессарабского землевладельца И. М. Выводцова, была заложена Еврейская больница в Кишинёве, председателем попечительского совета которой он был на протяжении нескольких десятилетий).
Похоронен на Преображенском еврейском кладбище.

## Семья
- Сестра — Гинда (Анна) Эльевна Выводцева (в замужестве Френкель; 1827, Бельцы — 1913, Вена). Известен портрет её внука Оскара фон Френкеля (1887—1940) работы Игначе Спиридона (1845/1848—1930)[13]. Её дочь Мальвина фон Дучка (урождённая Миндл Овшиевна Френкель; 1846, Кишинёв — 1918, Вена) содержала в Вене литературно-музыкальный салон[14][15].
- Брат — Мориц (Марк) Ильич Выводцов (1823, Бельцы — 11 ноября 1896, Одесса)[16], в 1850 году в Лемберге женился на Эмилии Барах-Раппапорт, дочери доктора медицины Ашера (Адама) Барах-Раппапорта (1800—1867)[17] и сестре философа Карла Зигмунда Барах-Раппапорта (1834—1885), профессора Инсбрукского университета; семья впоследствии жила в Вене. Их сын (племянник Д. И. Выводцева) — дипломат Артемий Маркович Выводцев, племянник — австрийский дипломат Альфред Раппапорт[англ.] (1868—1946).
- Брат — Яков Ильич Выводцoв, провизор в Одессе[18], был женат на Анне (Анете) Львовне Коган-Бернштейн (1840—1928)[19]. Их племянники — литературовед Лев Рудольфович Коган и географ Лев Семёнович Берг.

## Работы

### Монографии
- О лимфатических сосудах лёгких. Диссертация доктора медицины. — СПб., 1865
- Ueber Die Tiefe Lage Der Linken Niere. Die Lymphwege Der Lunge. — Gesellschaft Der Ärzte in Wien, 1866
- Бальзамирование и способы сохранения анатомических препаратов и трупов животных. — СПб., 1881

### Статьи
- Wywodzoff DW. Die lymphwege der lunge (лимфатические пути лёгких) // Wiener Med Jahrbuch (Венский медицинский ежегодник). — 11:3. — 1866
- О простом и общедоступном способе бальзамирования без вскрытия полостей // Военно-медицинский журнал. — CVII. — 1870
- О бальзамировании вообще и о новейшем способе бальзамирования трупов без вскрытия полостей, посредством салициловой кислоты и тимола // Военно-медицинский журнал. — CXXV. — 1876

### О методе Выводцева
- G. Carrick «On Dr. Wywodzoff’s method of embalming the dead» (о методе бальзамирования умерших доктора Выводцова) // Edinburgh Medical Journal: Эдинбург. — 1870

## Выводцев в медицинской терминологии
- Аппарат (инъектор) Выводцева — аппарат для инъекции в сосуды трупа консервирующей жидкости.
- Жидкость Выводцева — спиртово-водный раствор глицерина и тимола, применяемый для бальзамирования трупов или анатомического консервирования органов.
- Метод Выводцева — метод бальзамирования, заключающийся во введении жидкости Выводцева в сосуды трупа при помощи аппарата Выводцева в количестве, приблизительно равном половине веса тела трупа[20].